# 本田裕一郎
本田 裕一郎（ほんだ ゆういちろう、1947年5月1日 - ）は、サッカー指導者。千葉県立市原緑高校、習志野市立習志野高校、流通経済大学付属柏高校の3校を監督としてサッカー強豪にし、多くのサッカー選手を指導している。

## 経歴

### 高校サッカー指導者への道
1947年に、4人兄弟の長男として静岡県に生まれる。静岡県立静岡東高等学校で赴任してきた教師の影響で高校2年の終わり頃に本格的にサッカーをはじめ、順天堂大学に進学してサッカーを続けた。順天堂大学にはのちに岩手県立盛岡商業高校などのサッカー部監督を務める斎藤重信が同期におり、本田と斎藤は長年の親友となった。
大学卒業後は市原市教育委員会に所属する。ここでサッカーの普及をかねた巡回指導に従事しているうちに現場に出たくなり、市原市立五井中学校に赴任。デモンストレーションを中心にボールを止める、蹴る、フェイントなどの基本と1対1、ミニゲームなど、今でいうサッカー教室のような指導をし、教えることの楽しさに目覚めた。一方で、全国高等学校サッカー選手権大会の人気や千葉県の高校サッカー監督に刺激を受け、もっと年齢の高い選手を指導して華やかな舞台に立ちたいと思うようになった。その結果、公立高校の教員採用試験を受験して合格し地方公務員となり、新設校だった県立市原緑高校へ赴任し、サッカー部監督に就任。高校サッカー指導をスタートした。
こうしたサッカー指導者への道を「偶然の産物」だったと本田は振り返っている。

### 市原緑高校
1975年にサッカー部監督に就任した県立市原緑高校では、新設校でグラウンドの整備も十分ではなかったことから、石拾いや土をならす作業からはじめた。また、チームのレベルアップのため、2年目からマイクロバスに選手を乗せて全国各地へ遠征し、藤枝東高校や井田勝通監督の静岡学園高校などの強豪と練習試合を重ねた。
こうした活動やスパルタ指導の結果、チームを千葉県ベスト4の常連まで引き上げた。また、佐々木雅尚、宮澤ミシェル、石井正忠、古川昌明らを指導した。県立市原緑高校監督を本田は11年務めた。

#### スパルタ指導
県立市原緑高校での本田は、スパルタ指導をしていた。スパルタ指導について本田は、「殴る蹴る」ではなく、「強引に引っぱっていく方法論」が本質だと捉えている。一方で、この頃は殴ることに特別な違和感を持っていなかったとも述べている。スパルタ指導の方針により選手に厳しく接しようとした結果、理不尽な走り、理不尽な説教、理不尽な練習が多すぎ、まともなサッカー指導とは到底いえない「しごき」ばかりだったと当時について本田は振り返っている。佐々木雅尚が自発呼吸停止となり、救急車で病院に行ったこともあった。
スパルタ指導は、選手が萎縮して才能の芽を摘む面があるなどの弊害の方が多かったと本田自身は反省している。一方で、厳しい指導により、選手の限界を超えさせ高いレベルまで引き上げさせることは指導者にとっては大きな仕事だとしている。また、体罰については、のちの習志野高校時代にアルゼンチン遠征したときに現地のコーチに言われた言葉がきっかけで本当にダメなんだなと知った、としている。

#### 国体の外国人規定廃止
日本国籍のない宮澤ミシェルが国体に出場できるよう、国民体育大会委員長だった山口久太に外国人規定廃止を陳情した。外国人規定は廃止され、宮澤は3年の時に1981年びわこ国体に出場した。
こうした陳情活動は、東京朝鮮中高級学校などの朝鮮学校を選手権に出場させようという運動にもつながった。朝鮮学校の選手権などへの出場は、1996年から認められた。

### 習志野高校
1986年、教員の異動により習志野市立習志野高校のサッカー部監督に就任。全国制覇の経験を持つ習志野高校から声がかかったことに、本田自身も前向きだった。
習志野高校では、テクニックをベースとしたサッカーを突き詰めていくことを決意。決意の背景には、静岡学園高校を率いる井田勝通監督のサッカーへの憧れや、千葉の強豪校が基本的に前へ蹴り出すサッカーで勝っていたことへの反発、テクニックのある選手を日本サッカーリーグに送り出して活躍させたい、などの思いがあった。その結果、市原緑高校時代とは180度変わり、スパルタ指導や体罰は辞め、テクニック中心の練習をするようになった。
また、1980年代後半から1990年代にかけて出現してきた町クラブからの選手獲得を模索し、クラブ育ちの個性的な選手を大きく伸ばす考え方をとった。さらに、アルゼンチンやウルグアイへ海外遠征の海外遠征も実施した。
本田監督のもと、習志野高校は1989年から第68回、第69回の全国高校選手権に連続出場した。また、1992年の第71回全国高校選手権にも出場し、ベスト4に進出した。福田健二、広山望らのいた1995年には、この年の高校総体で優勝している。
しかし1993年以降、千葉県からの出場枠が1つしかない全国高校選手権では千葉県予選で船橋市立船橋高等学校などに敗退する年が続き、しばらく出場できなかった。玉田圭司がいた1998年、第77回全国高校選手権に6年ぶりに出場した。
習志野高校の選手は、多くの選手がテクニックを持ち、ボールをしっかり止めて蹴ることができた。反面、「うまければそれでいい」ということで技術面を伸ばすことばかりに偏りすぎてしまったことと、メンタルやフィジカルなどさまざまな面を鍛えていかなければいけなかったことを本田は反省している。

### 流通経済大学柏高校
2001年に、流通経済大学柏高校監督に本田は就任する。今のままでは頭打ちだと悩んでいたところに、地方公務員には避けて通れない教員異動で習志野高校から別の高校へ行かざるを得なくなったことが原因であった。同時に公立高校教員を退職。
流通経済大学柏高校に行くのにあたり、習志野高校在学中の12人と、習志野高校に新1年生として入学予定だった3人、計15人を流通経済大学柏高校に連れてくる形となった。本田は最初の2年間は、連れてきた選手がいたこともあり、習志野高校時代と同様にテクニック重視の指導をした。
流通経済大学柏高校は、2001年にサッカー選手寮、2003年にサッカー部専用グランドを作り、環境を整えていった。
2003年から本田は、学校側から全国優勝を強く求められたこともあり、結果を追求することを決意した。サッカーのスタイルも、攻守のバランスを考え、時には守りを固めるようなことも辞さないものとした。ピーンと張り詰めた空気を作るための指導方法を模索した。日常生活では、あいさつや掃除の徹底、大きな声を出して目標をしゃべらせる「ナンバーワン宣言」、次の試合に向けて選手たちにそれぞれの目標を書かせる「目標設定用紙」の活用などを行った。また練習メニューも、それまでボールコントロール中心だったのが、ワイドなエリアを使ったクロスやシュートの練習、判断の速さを高める練習などを行うようになった。
選手勧誘も強化し、最初は千葉県中心で、やがて関東、九州、沖縄から勧誘することも多くなった。
流通経済大学柏高校は、高校選手権大会では2005年の第84回に全国大会初出場し、2度目の出場となった第86回で全国優勝を果たした。高円宮杯全日本ユース(U-18)サッカー選手権大会 では、2007年の第18回で優勝した。また、高校総体では2008年高校総体で同じ千葉県勢の市立船橋高校とともに両校優勝をしている。2011年に開始した高円宮杯U-18サッカーリーグでは、開始初年度から2016年までプレミアリーグに所属し、高円宮杯U-18サッカーリーグ2013では高校勢としては初となるチャンピオンシップを獲得した。
また、2010年4月より同校敷地内グラウンドで活動を開始したジュニアユース（中学生年代）のサッカークラブ「クラブ・ドラゴンズ柏」の総監督も務めている。

### 高校生年代リーグ戦の開始
本田は、高円宮杯U-18サッカーリーグなどの高校生年代リーグ戦の開始に関わっている。1997年、暁星高校の林義規監督と食事をしながら話をしているとき、高校サッカーはリーグ戦を立ち上げる必要があるということで意気投合。周りに声をかけ、関東スーパーリーグを立ち上げた。この関東スーパーリーグが発展する形でのちに、JFAプリンスリーグU-18や高円宮杯U-18サッカーリーグが全国規模で開催されるようになった。
高校サッカーの多くの名将が考えるような「高校選手権至上主義」に本田は疑問をもっており、2009年時点で高校サッカー界の最高のタイトルは高円宮杯としていた。また、高円宮杯U-18サッカーリーグについては開始から間もない2012年、高校勢の活躍がむつかしいことや遠征費の高さなどの問題を指摘していた。2016年には、「高校とクラブユースが互いに相乗効果が出て全体のレベルがかなり上がってきており、6年間の積み重ねで非常に良い大会になった」と評価している。

### 不祥事と退任
2019年5月、怪我を負った部員の松葉杖を奪って投げる不適切行為により懲戒処分を受けた。同年度をもって監督を退任することが報道された。

### 国士舘高校
2020年より東京都の国士舘高校のTA(テクニカルアドバイザー)を務めている。

### 年表
- 1947年: 静岡県に生まれる
- 1963年 - 1965年: 静岡県立静岡東高校
- 1966年 - 1969年: 順天堂大学
- 1970年: 市原市教育委員会に所属
- 1971年 - 1974年: 市原市立五井中学校教師
- 1975年 - 1985年: 県立市原緑高校サッカー部監督
  - 1983年: 全国高校総体出場
- 1986年 - 2000年: 習志野市立習志野高校サッカー部監督
  - 1989年 - 1990年: 全国高校選手権出場
  - 1992年: 全国高校選手権出場ベスト4
  - 1995年: 全国高校総体優勝
  - 1998年: 全国高校選手権出場
- 2001年 -: 流経大付属柏高サッカー部監督
  - 2005年: 全国高校選手権出場
  - 2007年: 全国高校選手権優勝、高円宮杯U-18優勝
  - 2008年: 全国高校総体優勝
  - 2011年 - 2016年: 高円宮杯U-18 プレミアリーグ所属
  - 2013年: 高円宮杯U-18優勝
  - 2017年: 全国高校総体優勝